# Associació de Biotecnòlegs de Catalunya
L'Associació de Biotecnòlegs de Catalunya (ASBTEC) és una entitat professional i juvenil catalana sense ànim de lucre que té com a objectius el desenvolupament de l'emprenedoria en el camp de la biotecnologia, així com la connexió de les diverses persones i organitzacions que en formen part. Constituïda l'any 2005, també proporciona formació contínua en coneixements científics i no científics i l'intercanvi d'experiències en aquest àmbit d'estudi per tal de conscienciar la societat sobre els seus beneficis.
L'organització està formada per professionals i estudiants de la biotecnologia i d'altres disciplines properes, amb seu a la Universitat Autònoma de Barcelona. A nivell europeu havia estat associada amb la Xarxa Europea Jove de Biotecnologia (Young European Biotech Network, YEBN).